# Cantando Histórias
Cantando Histórias é um álbum ao vivo do cantor e compositor brasileiro Ivan Lins. É o primeiro e único álbum brasileiro e em língua portuguesa a ganhar o Grammy Latino de Álbum do Ano até o momento. Foi gravado ao vivo no Café Teatro Arena na cidade do Rio de Janeiro, nos dias 1 e 2 de setembro de 2004. Foi lançado pela EMI Music em 1 de fevereiro de 2005.

## Faixas
1. Abre Alas (4:40)
2. Guarde Nos Olhos (4:28)
3. Dinorah, Dinorah (3:46)
4. O Tempo Me Guardou Você (3:32)
5. Desesperar, Jamais (4:47)
6. Aos Nossos Filhos / Cartomante (7:44)
7. Porta Entreaberta (4:14)
8. Vitoriosa (4:54)
9. Vieste / Iluminados (5:50)
10. Ai, Ai, Ai, Ai, Ai (6:36)
11. Começar De Novo (4:15)
12. O Amor E O Meu País (2:47)
13. Madalena (4:09)

## Certificações
| País                       | Certificação | Vendas |
| -------------------------- | ------------ | ------ |
| Brasil - Pro-Música Brasil | Ouro         | 25.000 |

## Prêmios e indicações
| Ano  | Prêmio                | Categoria           | Resultado |
| ---- | --------------------- | ------------------- | --------- |
| 2005 | Grammy Latino de 2005 | Melhor Álbum do Ano | Venceu    |
| 2005 | Grammy Latino de 2005 | Melhor Álbum de MPB | Venceu    |